# The Monkey Puzzle
The Monkey Puzzle es el décimo octavo álbum de estudio de la banda británica de hard rock y heavy metal UFO, publicado el 25 de septiembre de 2008 en Europa y el día después en los Estados Unidos, por el sello SPV/Steamhammer Records. A fines de 2005 y luego de la salida de Aynsley Dunbar, retornó el baterista original de la banda Andy Parker, tras más de ocho años de ausencia debido a problemas personales, siendo este álbum su primera aparición desde Walk on Water de 1995.
Greg Prato, crítico del sitio web Allmusic afirmó que es el disco más pesado de la banda desde la salida de Michael Schenker en el año 2003.

## Lista de canciones
| N.º | Título               | Escritor(es)     | Duración |  |
| 1.  | «Hard Being Me»      | Mogg, Moore, Way | 3:35     |  |
| 2.  | «Heavenly Body»      | Mogg, Moore      | 3:52     |  |
| 3.  | «Some Other Guy»     | Mogg, Moore      | 4:38     |  |
| 4.  | «Who's Fooling Who?» | Mogg, Moore, Way | 3:57     |  |
| 5.  | «Black and Blue»     | Mogg, Raymond    | 5:29     |  |
| 6.  | «Drink Too Much»     | Mogg, Moore      | 4:40     |  |
| 7.  | «World Cruise»       | Mogg, Moore      | 3:29     |  |
| 8.  | «Down by the River»  | Mogg, Moore      | 3:18     |  |
| 9.  | «Good Bye You»       | Mogg, Moore      | 4:40     |  |
| 10. | «Rolling Man»        | Mogg, Moore      | 4:24     |  |
| 11. | «Kingston Town»      | Mogg, Raymond    | 4:08     |  |

## Músicos
- Phil Mogg: voz
- Vinnie Moore: guitarra líder
- Pete Way: bajo
- Paul Raymond: teclados y guitarra rítmica
- Andy Parker: batería